# Abobo

Lage Abobos, ganz im Norden, innerhalb Abidjans

Abobo ist ein ehemaliges Einwandererquartier von Abidjan und seit 2002 eine selbstständige Stadt in der Agglomeration und im Bezirk Abidjan in der Republik Elfenbeinküste. Sie wird auch Bagdad City genannt.
Die Fläche beträgt 82 Quadratkilometer. Gemäß Angaben der nationalen ivorischen Wahlkommission betrug im Jahre 1998 die Einwohnerzahl 638,237 Personen. Laut Zensus von 2014 beträgt die Einwohnerzahl 1,030,658. Die Mehrheit der Bevölkerung gehört ärmeren Schichten des Mittelstandes an, welche oft nur in der Schattenwirtschaft ein mageres Auskommen finden.

## Verkehr
Abobo liegt an der Abidjan-Niger-Bahn, welche von Vridi und Treichville über Bouaké bis nach Ouagadougou in Burkina Faso führt. Die Stadt gilt als erster Bahnhof nach Treichville, auch wenn zwischendurch noch einige kleine Stationen liegen. Die schnellste Verbindung ins Zentrum Abidjans (Plateau, Cocody, Treichville) bilden die Minibusse. Die meisten Straßen Abobos sind irden und nach Regenfällen mit Fahrzeugen nur teilweise passierbar.

## Religion
Ein Großteil der Bewohner sind katholische Christen. In Abobo-Avocatier befindet sich die Pfarrei St Jean-Baptiste (französisch für St. Johannes der Täufer). Die Kirche Ste Marie d’Agoueto wurde 1992 erbaut und 2005 in den Stand einer Pfarrei erhoben. Sie betreut fast ausschließlich Zuwanderer und Senioren, beides wenig kaufkräftige Bevölkerungsschichten. Pfarrer ist Aimé Malan. An Palmsonntag 2005 besuchte der Erzbischof von Abidjan, Bernard Kardinal Agré die Pfarrei. Seit 2002 sind die Xavers-Schwestern, eine ignatianische Ordensgemeinschaft, in Abobo-Avocatier. Die vier Schwestern sind in der soziokulturellen Animation tätig und arbeiten in der medizinischen Betreuung mit der Pfarrei St Jean-Baptiste zusammen.

## Politik
Abobo ist die einzige Stadt in Abidjan, in welcher nicht die Regierungspartei Front Populaire Ivoirien (FPI), sondern die oppositionelle Rassemblement des Républicains von Alassane Dramane Ouattara (RDR) eine Mehrheit besitzt. Deswegen wurden im August 2006 auch die audiences foraines genannten öffentlichen Bürgerrechtsverhandlungen trotz handfesten Drohungen durch die Schlägertrupps der Jeunes Patriotes durchgeführt.

## Geschichte
Im Februar 2011 kam es infolge der Regierungskrise 2010/2011 um das Ergebnis der Präsidentschaftswahlen 2010 zu heftigen Gefechten in Abobo. Dabei starben dutzende Menschen und tausende sind auf der Flucht. Sogenannte „Commando invisible“ (deutsch „Unsichtbare Kommandos“) kämpften auf der Seite von Alassane Ouattara gegen Gbagbo-loyale Truppen wie den Jeunes Patriotes. Im März 2011 gab sich Ibrahim Coulibaly als einer der Anführer der „Unsichtbaren Kommandos“ zu erkennen.
Am 17. März 2011 starben, laut dem Sprecher der Operation der Vereinten Nationen an der Elfenbeinküste (ONUCI), Hamadane Toure, durch sechs von Gbagbos Truppen abgeschossene Raketen, auf einem Markt in Abobo 30 Zivilisten.
Nach der Festnahme Gbagbos am 11. April kam es zu Spannungen zwischen FRCI und den Unsichtbaren Kommandos, die sich der Verhaftung widersetzten. Bei einer Offensive der FRCI in Abobo wurde Ibrahim Coulibaly am 27. April 2011 erschossen.

## Bildung
Es besteht ein Mangel an Schulhäusern. Gemäß der Regierungszeitung Fraternité Matin sollten ab Schuljahr 2006/2007 deshalb Schulkinder ins entfernte Bingerville gefahren werden, wogegen sich die Eltern wehren, da die rund 20 Kilometer lange Reise zu lang und die außerschulische Betreuung nicht sichergestellt sei.
Eine katholische Ordensgemeinschaft betreibt eine „Trottoirbibliothek“, um dem finanziell bedingten Mangel an Büchern zu begegnen und den Kindern Gelegenheit zu geben, das in der Schule gelernte Lesen auch anzuwenden.
Für Waisenkinder besteht seit 1971 ein österreichisches SOS-Kinderdorf für rund 120 Knaben und Mädchen hinter dem Bahnhof. Es entstand aus einem Waisenhaus mit 15 Plätzen, welches ein Priester, Pater Martin, bereits in den 1960er-Jahren eingerichtet hatte. Seit 1995 verfügt das Kinderdorf auch über eine eigene Primarschule und seit 1998 über einen Kindergarten. Diese sind auch den Kindern aus den umliegenden Straßenzügen zugänglich.
Die Universität Abobo-Adjamé befindet sich hier. Nach Berichten von Amnesty International kam bei einer Razzia auf dem Gelände der Universität Abobo im Januar 1997 der Student Akpélé Akpélé Marcellin ums Leben. Er soll allem Anschein nach an den Folgen von Schlägen gestorben sein, welche die Sicherheitskräfte ihm zugefügt hatten. Der damalige Minister für Sicherheit lehnte eine Untersuchung der Umstände seines Todes ab. Dieses Ereignis steht im Zusammenhang der 1995 von der Opposition boykottierten Wahlen und dem daraus resultierenden Vorgehen der Staatsmacht gegen die Opposition und Studenten auch in den folgenden Jahren.

## Persönlichkeiten
- Bernard Goumou (* 1980), guineischer Manager und Politiker, besuchte Primarschule in Abodo
- Rachel Keke (* 1974), französische Abgeordnete
- Oumar Sako (* 1996), Fußballspieler
- Aristide Zossou (* 2005), ivorisch-beninischer Fußballspieler